# 在地球上戀愛
《在地球上戀愛》為2006年由鄭欽文執導的韓國電影。

## 劇情介紹
朴有天（朴有天 飾）是一名高中生，他的班上來了一位新的班導洪秀賢（徐玄振 飾），新導師是他的老婆這件事是一個不為人知的秘密。
轉學生金在中（金在中 飾）是個問題學生，洪秀賢作為他的新導師，對他特別關注。

這部電影講述了三人與周邊人物交織而成的故事。

## 演員陣容

### 主要人物
- 朴有天 飾演 朴有天
- 徐玄振 飾演 洪秀賢
- 金在中 飾演 金在中

### 周邊人物
- 鄭允浩 飾演 鄭允浩
- 金俊秀 飾演 金俊秀
- 沈昌珉 飾演 沈昌珉
- 咸𤨒晶 飾演 尹怡秀
- 金永燦 飾演 金在中（少年）

## 外部連結
- NAVER電影（页面存档备份，存于）
- daum（页面存档备份，存于）